# Sätbajew-Universität
Die Sätbajew-Universität (kasachisch Сәтбаев университеті Sätbaev universitetı, englisch Satbayev University) ist eine technische Universität im kasachischen Almaty. Mit ihren rund 15.000 Studierenden gehört sie zu den größten Universitäten des Landes.

## Geschichte
Da vor allem ab den 1930er Jahren ein hoher Bedarf an ausgebildeten Fachkräften auf dem Territorium der kasachischen Sowjetrepublik bestand, wurde auf Beschluss des Rates der Volkskommissare das Institut in der Hauptstadt Alma-Ata gegründet. So entstand 1934 die heutige Universität als Kasachisches Bergbau- und Metallurgieinstitut (Казахский горно-металлургический институт). Es bestand aus nur zwei Fakultäten, die die Bereiche Bergbau auf der einen und Nichteisenmetalle auf der anderen Seite umfassten. Der Lehrbetrieb wurde am 19. September 1934 aufgenommen.
1960 wurde das Institut in Kasachisches Polytechnisches Institut (Казахский политехнический институт) umbenannt. Im Januar 1980 wurde das Institut für Architektur und  Bauwesen eröffnet, das heute die Fakultät für Architektur und Ingenieurwesen der Universität darstellt.
Nach der Unabhängigkeit Kasachstans von der Sowjetunion bekam die Einrichtung erneut einen neuen Namen. 1994 wurde sie in Kasachische Nationale Technische Universität umbenannt. 1999 wurde sie zu Ehren des kasachisch-sowjetischen Geologen Qanysch Sätbajew nach ihm benannt. 2001 wurde ihr von der Regierung Kasachstans ein besonderer Status verliehen. 2014 wurde ihr der Status einer nationalen Forschungsuniversität verliehen.
Seit 2017 führt die Universität die heutige Bezeichnung.

## Institute
Es gibt elf Instituten:
- Institut für Öl und Gas
- Geologisches Institut
- Institut für Bergbau
- Institut für Metallurgie und Polygrafie
- Institut für Informationstechnik
- Institut für Automatisierungstechnik und Kommunikation
- Institut für Maschinenbau
- Institut für Architektur und Bauwesen
- Institut für Wirtschaftswissenschaften
- Institut für Geisteswissenschaften
- Institut für Wehrwissenschaft